# Куперсбург (Пенсільванія)
Куперсбург (англ. Coopersburg) — місто (англ. borough) в США, в окрузі Лігай штату Пенсільванія. Населення — 2447 осіб (2020).

## Географія
Куперсбург розташований за координатами 40°30′38″ пн. ш. 75°23′28″ зх. д. / 40.51056° пн. ш. 75.39111° зх. д. (40.510472, -75.391134).  За даними Бюро перепису населення США в 2010 році місто мало площу 2,42 км², з яких 2,42 км² — суходіл та 0,01 км² — водойми.

## Демографія
Згідно з переписом 2010 року, у селищі мешкало 2386 осіб у 954 домогосподарствах у складі 591 родини. Густота населення становила 985 осіб/км².  Було 985 помешкань (407/км²).
Расовий склад населення:
| - 95,7 % — білих - 1,1 % — азіатів - 0,6 % — чорних або афроамериканців - 0,1 % — корінних американців |

До двох чи більше рас належало 1,5 %. Частка іспаномовних становила 3,5 % від усіх жителів.
За віковим діапазоном населення розподілялося таким чином: 20,2 % — особи молодші 18 років, 57,0 % — особи у віці 18—64 років, 22,8 % — особи у віці 65 років та старші. Медіана віку мешканця становила 45,9 року. На 100 осіб жіночої статі у селищі припадало 93,4 чоловіків;  на 100 жінок у віці від 18 років та старших — 89,9 чоловіків також старших 18 років.
Середній дохід на одне домашнє господарство  становив 77 040 доларів США (медіана — 54 648), а середній дохід на одну сім'ю — 101 686 доларів (медіана — 74 205). Медіана доходів становила 50 060 доларів для чоловіків та 43 438 доларів для жінок. За межею бідності перебувало 4,9 % осіб, у тому числі 7,2 % дітей у віці до 18 років та 3,7 % осіб у віці 65 років та старших.
Цивільне працевлаштоване населення становило 1097 осіб. Основні галузі зайнятості: освіта, охорона здоров'я та соціальна допомога — 22,8 %, будівництво — 16,0 %, виробництво — 15,4 %.